# Draft de la NBA de 2009
El Draft de la NBA de 2009 se celebró el 25 de junio en el recinto del Madison Square Garden de la ciudad de Nueva York. Fue retransmitido para Estados Unidos por la cadena especializada ESPN, mientras que en España lo emitió Canal+ Deportes.

## Reglas de elegibilidad
A diferencia de drafts anteriores, los jugadores provenientes de high school no serán elegibles. El acuerdo alcanzado entre la NBA y el Sindicato de Jugadores ha establecido unas normas con respecto a la edad de los jugadores que pueden ser declarados elegibles:
- Todos los jugadores que entren en el draft, sea cual sea su nacionalidad, deben haber nacido antes del 31 de diciembre de 1990, o lo que es lo mismo, deben de tener al menos 19 años en el año en el que discurre el draft.
- Los jugadores estadounidenses deben haber pasado un año tras su graduación en el instituto.

## Orden del Draft
Las primeras 14 elecciones del draft, pertenecientes a los equipos no clasificados para los play-offs, se determinaron por medio de un sorteo, realizado el 19 de mayo de 2009. El resto de las elecciones de primera ronda y las de la segunda se asignan a los equipos en orden inverso a su clasificación del año anterior. Los Clippers ganaron la lotería, por lo que fueron el primer equipo con derecho a elegir.

## Primera ronda

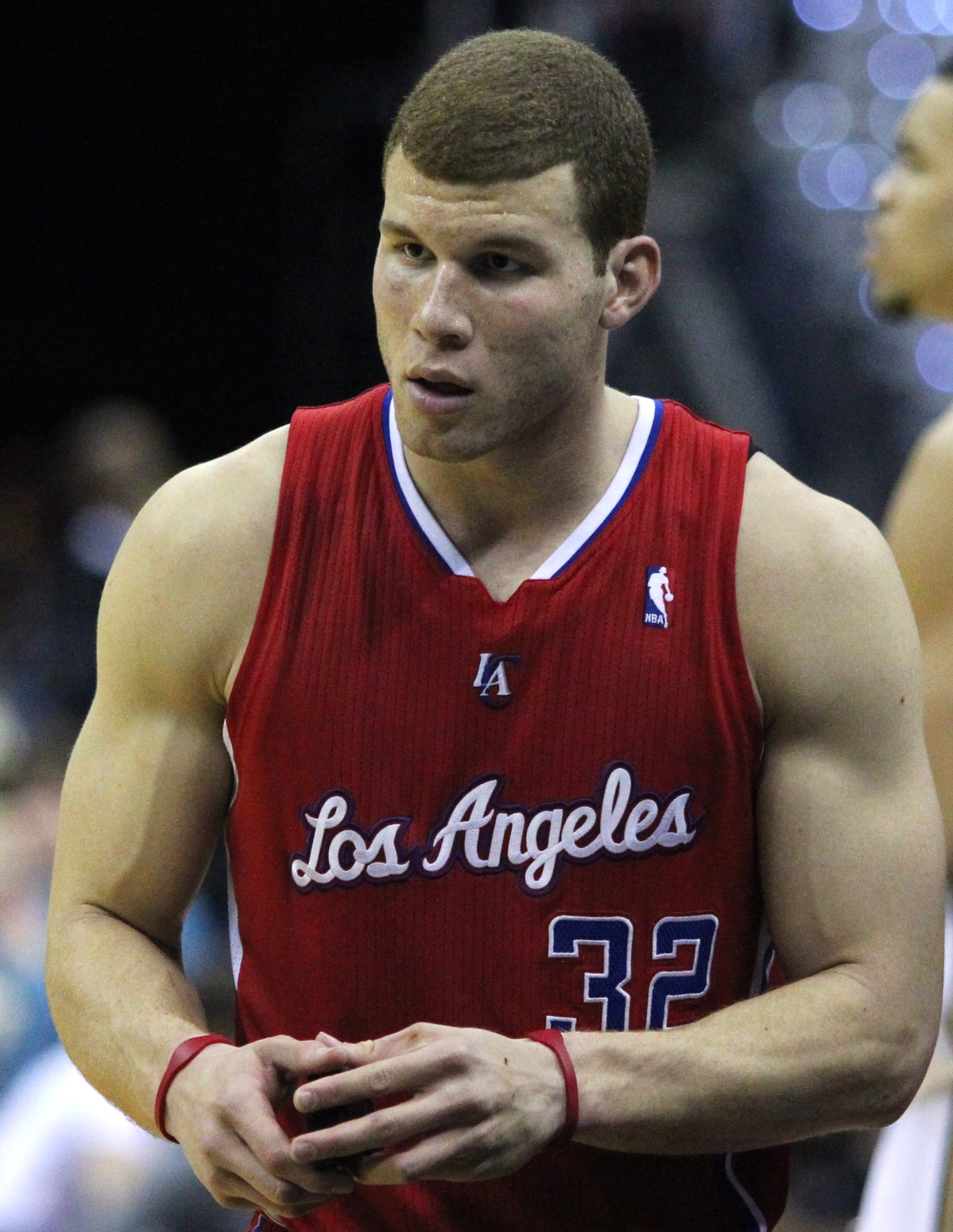
Blake Griffin seleccionado en primer lugar por L.A. Clippers.

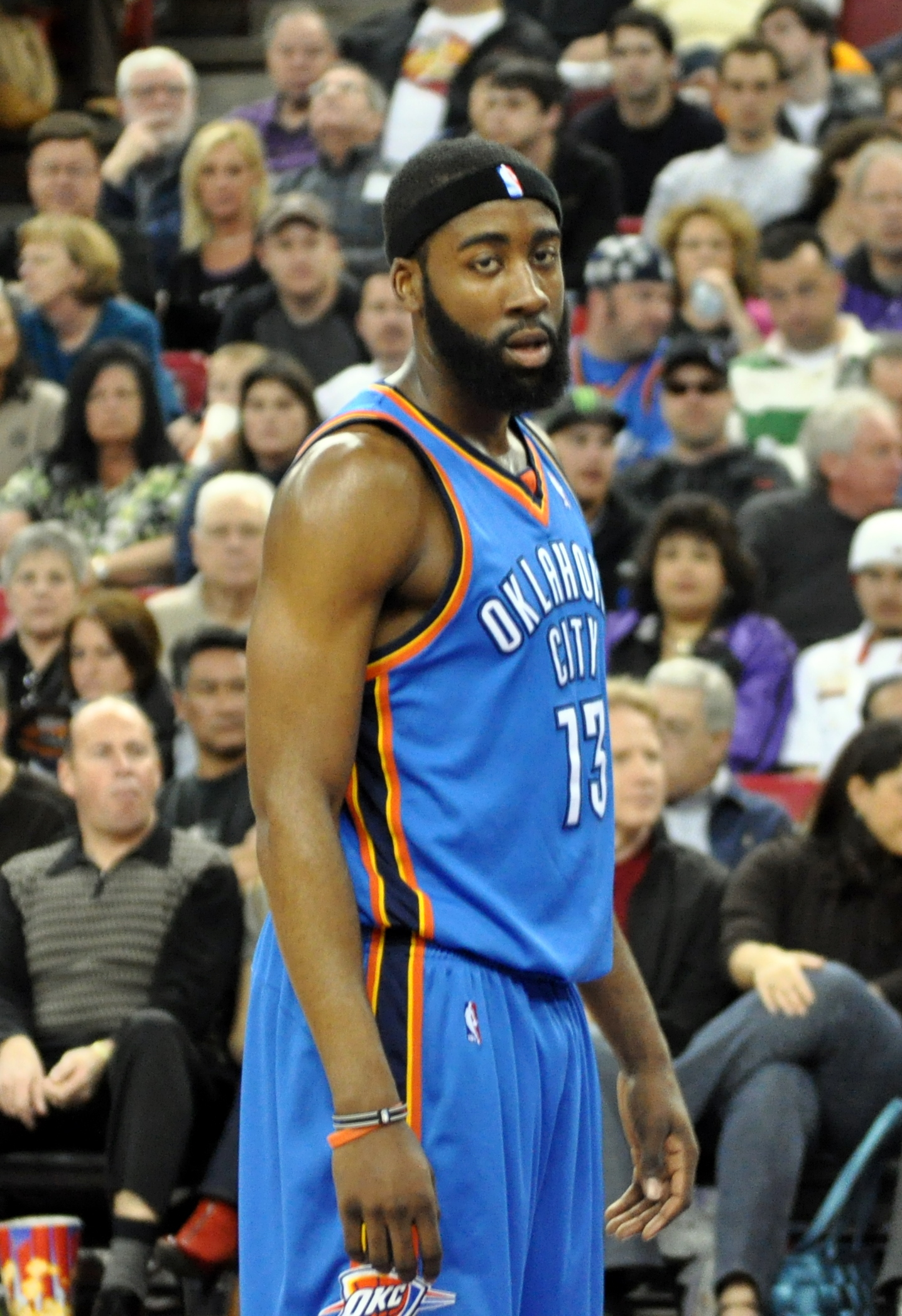
James Harden, la tercera elección.

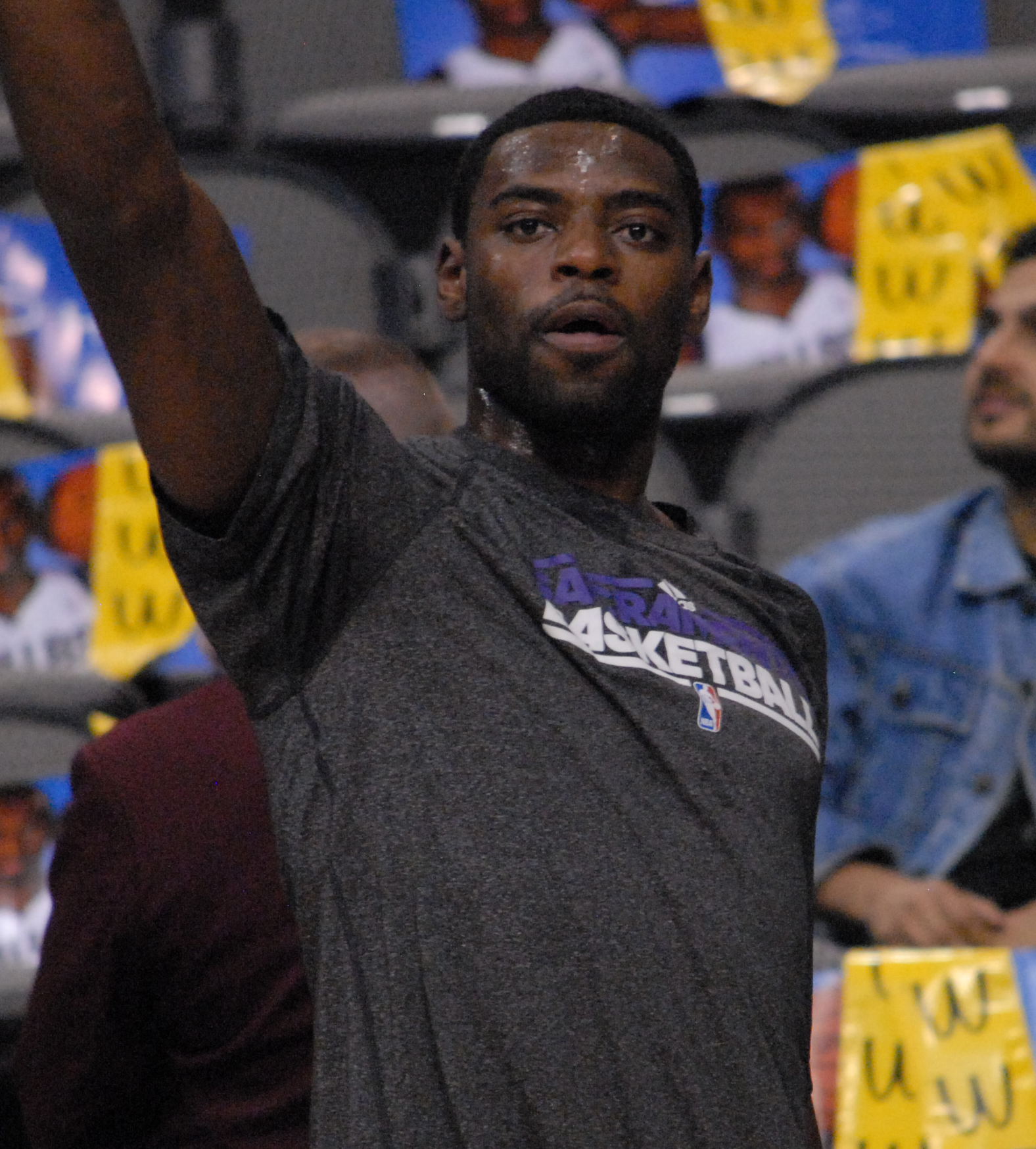
Tyreke Evans, la cuarta elección.

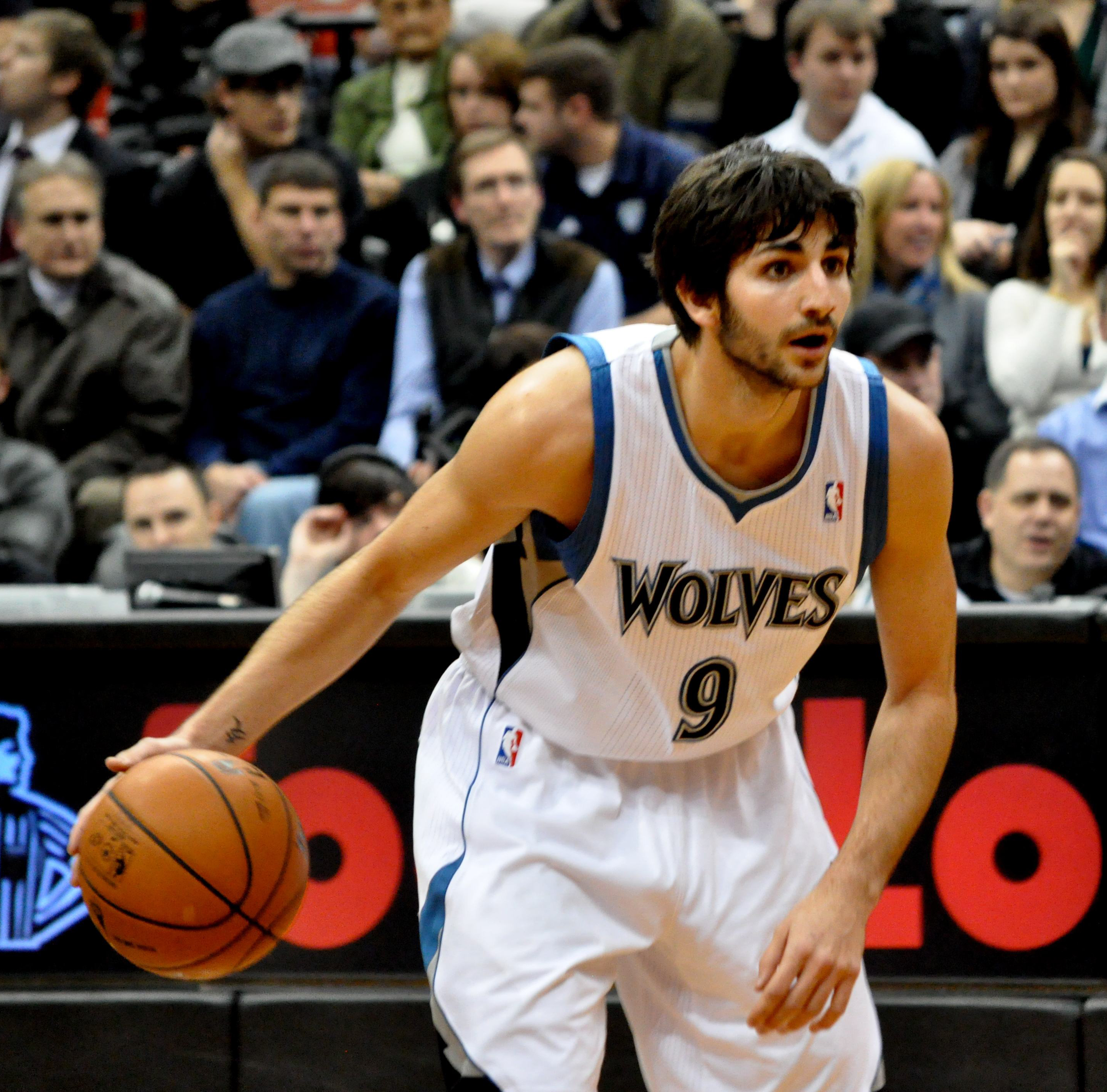
Ricky Rubio, la quinta elección.

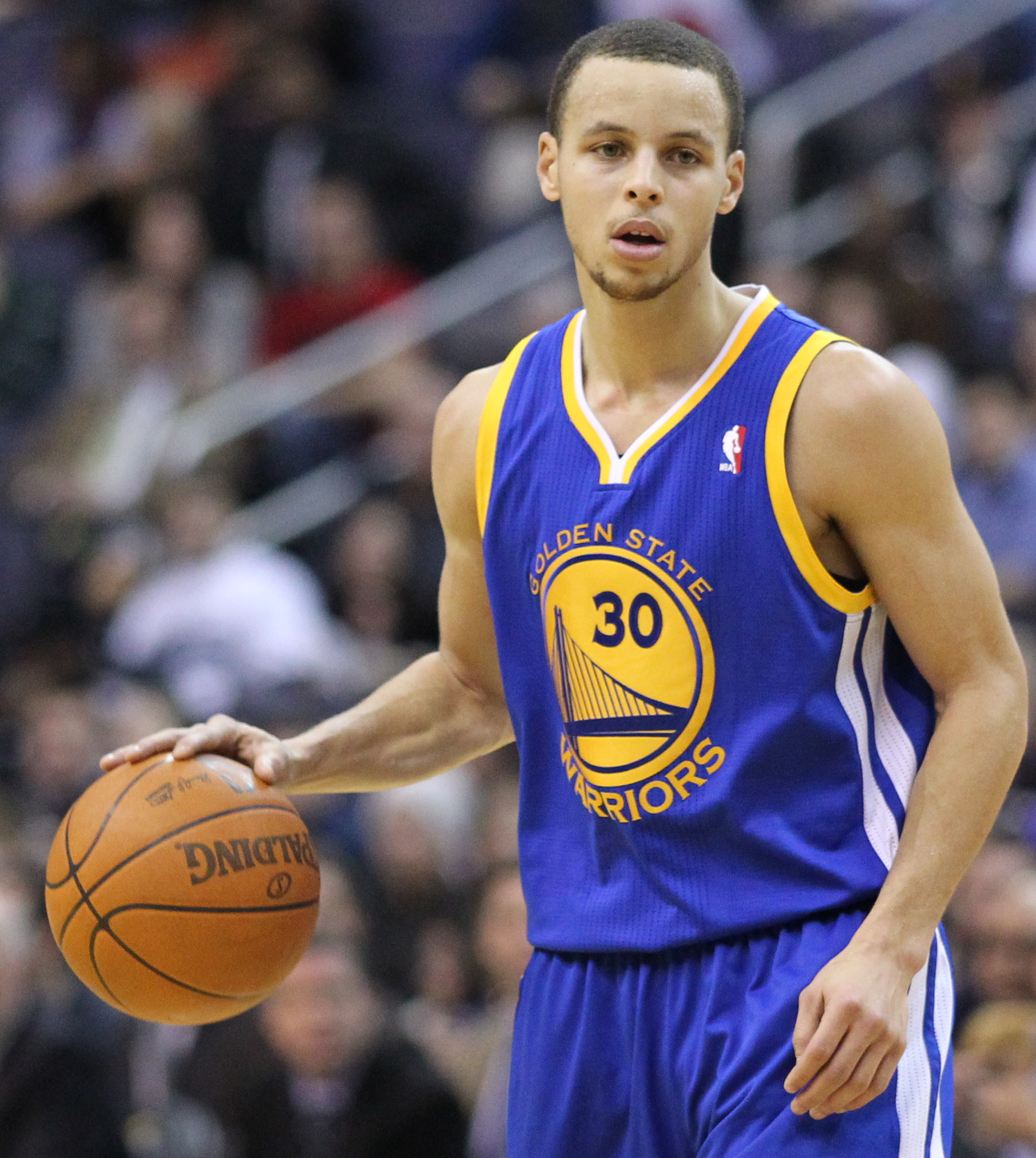
Stephen Curry, la séptima elección.

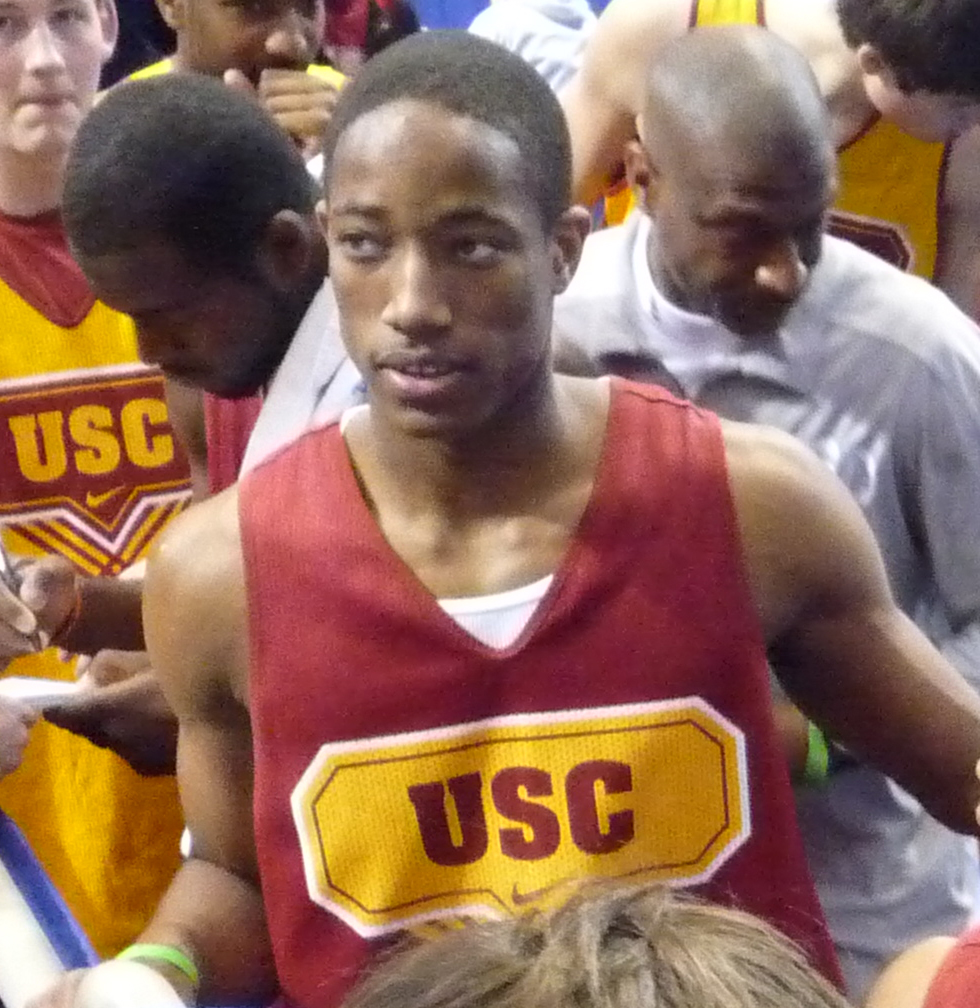
DeMar DeRozan, la novena elección.

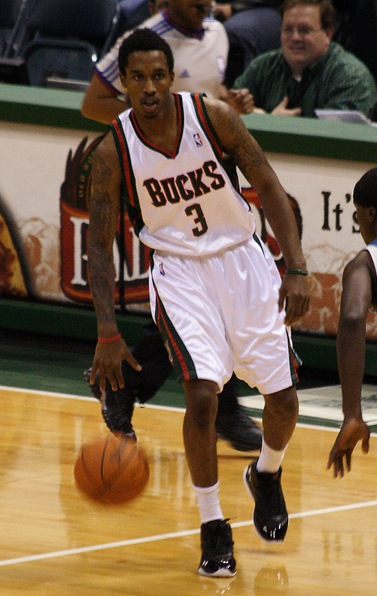
Brandon Jennings, la décima elección.

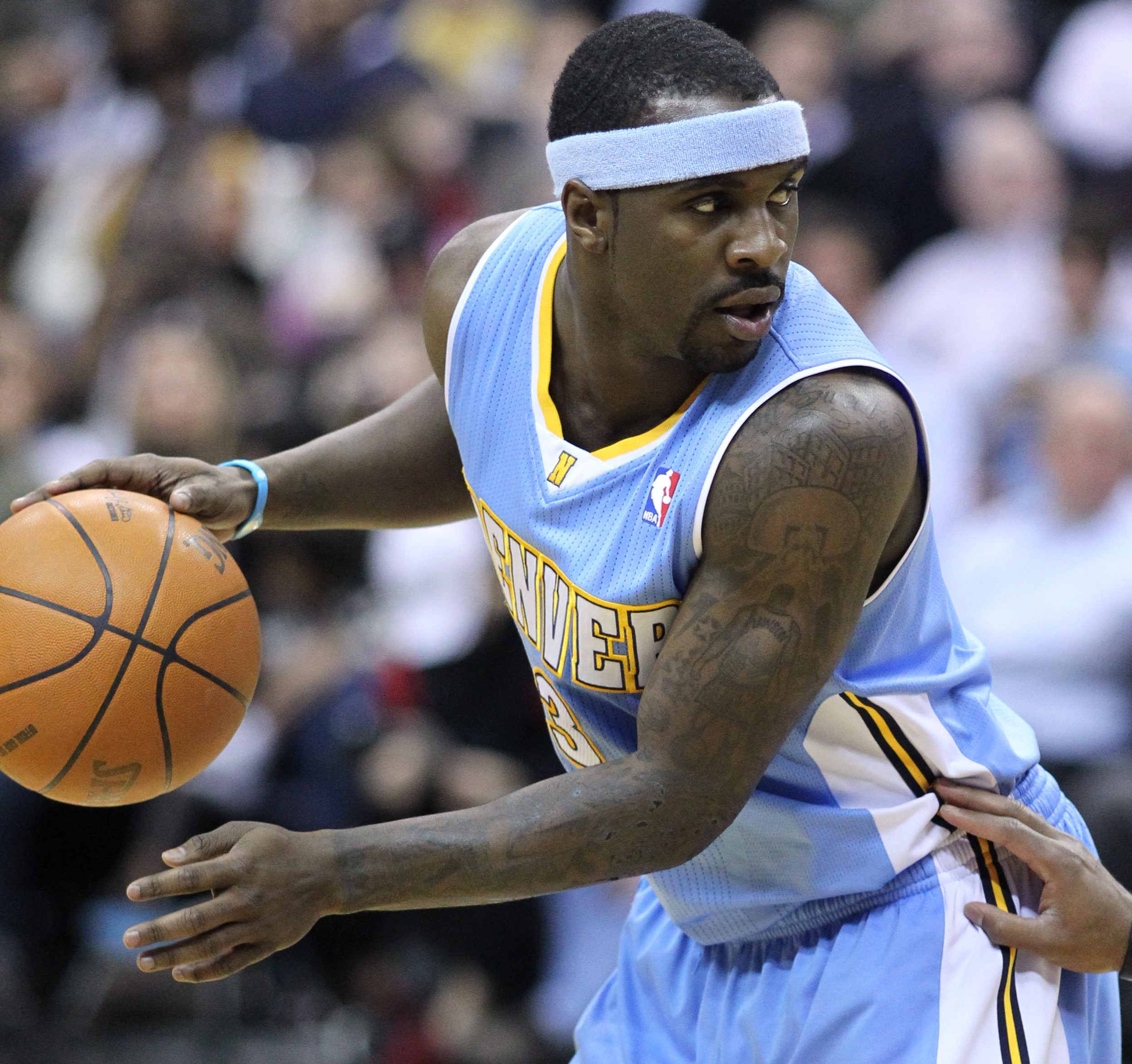
Ty Lawson, elegido en el puesto 18.

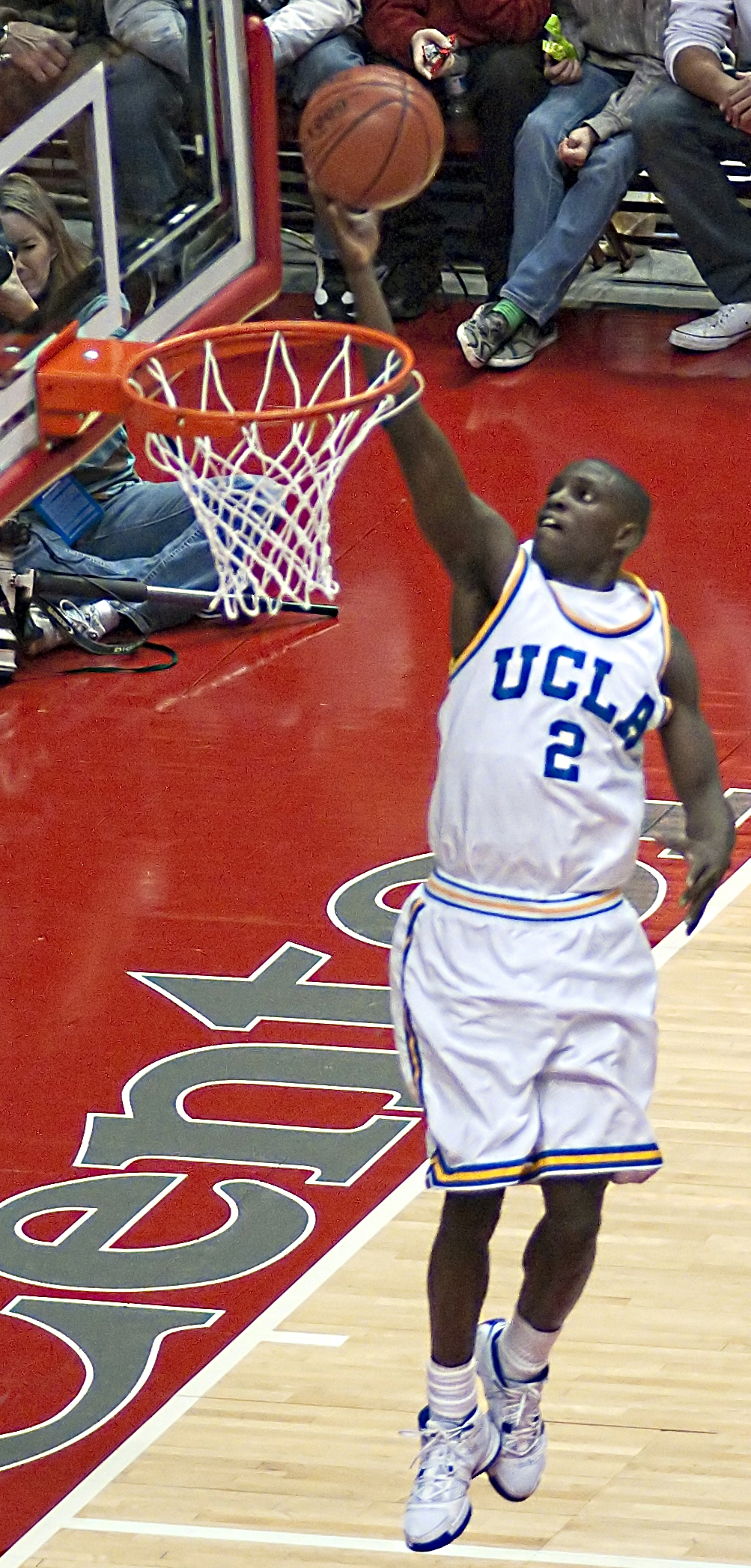
Darren Collison, elegido por los Hornets en el 21.

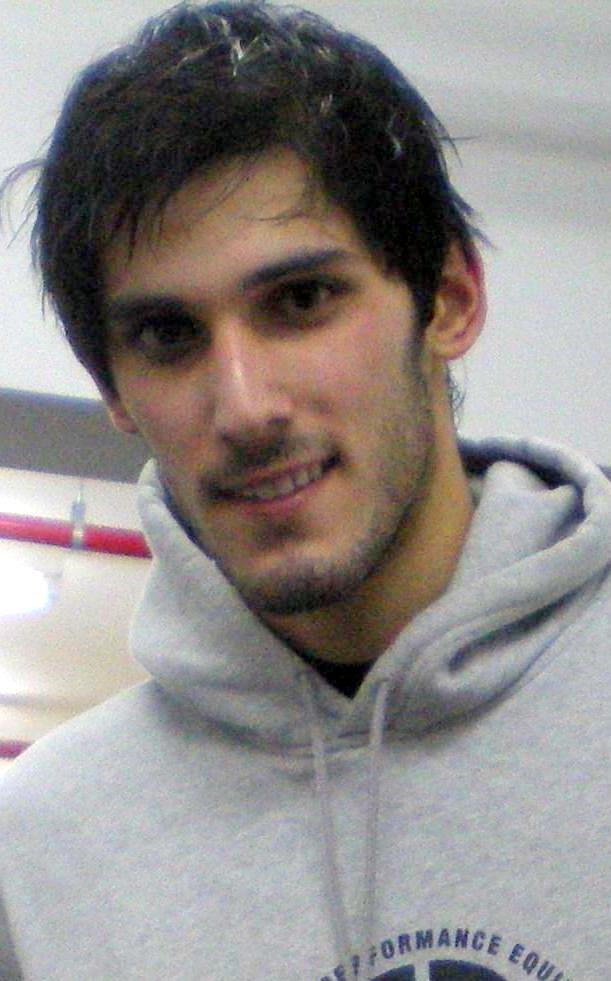
Omri Casspi, elegido en el puesto 23.

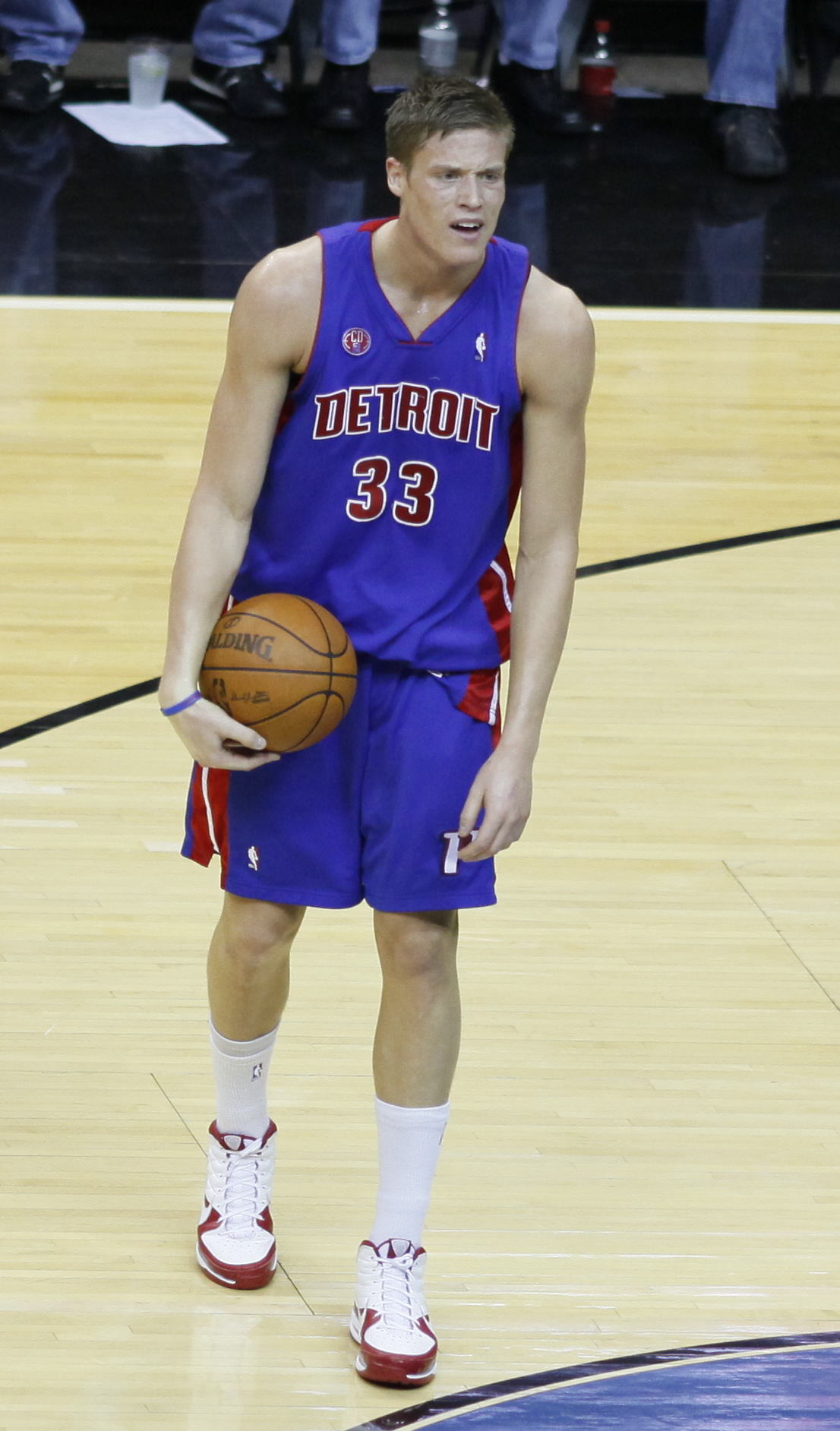
Jonas Jerebko, elegido en el puesto 39.

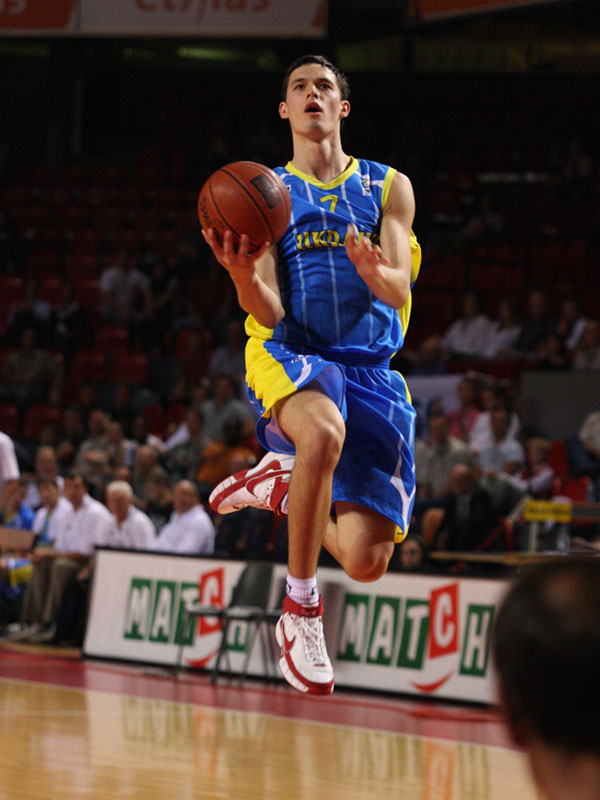
Sergiy Gladyr, elegido en el puesto 49.

|  | Denota jugador que ha sido seleccionado al menos en un All-Star Game y un Mejor Quinteto de la NBA |
|  | Denota jugador que ha sido seleccionado al menos en un All-Star Game                               |
|  | Denota jugador que nunca ha jugado en la NBA                                                       |
|  | Denota jugador elegido Rookie del Año de la NBA                                                    |

| Pick | Jugador           | Posición     | Nacionalidad                    | Equipo NBA                                                     | Universidad/Club         |
| ---- | ----------------- | ------------ | ------------------------------- | -------------------------------------------------------------- | ------------------------ |
| 1    | Blake Griffin     | Ala-pívot    | Estados Unidos                  | Los Angeles Clippers                                           | Oklahoma                 |
| 2    | Hasheem Thabeet   | Pívot        | Tanzania                        | Memphis Grizzlies                                              | Connecticut              |
| 3    | James Harden      | Escolta      | Estados Unidos                  | Oklahoma City Thunder                                          | Arizona                  |
| 4    | Tyreke Evans      | Base/Escolta | Estados Unidos                  | Sacramento Kings                                               | Memphis                  |
| 5    | Ricky Rubio       | Base         | España                          | Minnesota Timberwolves (desde Washington)                      | DKV Joventut (España)    |
| 6    | Jonny Flynn       | Base         | Estados Unidos                  | Minnesota Timberwolves                                         | Syracuse                 |
| 7    | Stephen Curry     | Base/Escolta | Estados Unidos                  | Golden State Warriors                                          | Davidson                 |
| 8    | Jordan Hill       | Ala-pívot    | Estados Unidos                  | New York Knicks                                                | Arizona                  |
| 9    | DeMar DeRozan     | Alero        | Estados Unidos                  | Toronto Raptors                                                | USC                      |
| 10   | Brandon Jennings  | Base         | Estados Unidos                  | Milwaukee Bucks                                                | Lottomatica Roma         |
| 11   | Terrence Williams | Escolta      | Estados Unidos                  | New Jersey Nets                                                | Louisville               |
| 12   | Gerald Henderson  | Escolta      | Estados Unidos                  | Charlotte Bobcats                                              | Duke                     |
| 13   | Tyler Hansbrough  | Ala-pívot    | Estados Unidos                  | Indiana Pacers                                                 | Carolina del Norte       |
| 14   | Earl Clark        | Ala-pívot    | Estados Unidos                  | Phoenix Suns                                                   | Louisville               |
| 15   | Austin Daye       | Ala-pívot    | Estados Unidos                  | Detroit Pistons                                                | Gonzaga                  |
| 16   | James Johnson     | Alero        | Estados Unidos                  | Chicago Bulls                                                  | Wake Forest              |
| 17   | Jrue Holiday      | Base/Escolta | Estados Unidos                  | Philadelphia 76ers                                             | UCLA                     |
| 18   | Ty Lawson         | Base         | Estados Unidos                  | Minnesota Timberwolves (desde Miami) traspasado a Denver)      | Carolina del Norte       |
| 19   | Jeff Teague       | Base         | Estados Unidos                  | Atlanta Hawks                                                  | Wake Forest              |
| 20   | Eric Maynor       | Base         | Estados Unidos                  | Utah Jazz                                                      | VCU                      |
| 21   | Darren Collison   | Base         | Estados Unidos                  | New Orleans Hornets                                            | UCLA                     |
| 22   | Víctor Claver     | Alero        | España                          | Portland Trail Blazers (desde Dallas)                          | Pamesa Valencia (España) |
| 23   | Omri Casspi       | Alero        | Israel                          | Sacramento Kings (desde Houston                                | Maccabi Tel Aviv         |
| 24   | B. J. Mullens     | Pívot        | Estados Unidos                  | Dallas Mavericks (desde Portland, traspasado a Oklahoma City)  | Ohio State               |
| 25   | Rodrigue Beaubois | Base         | Francia                         | Oklahoma City Thunder (desde San Antonio, traspasado a Dallas) | Cholet (Francia)         |
| 26   | Taj Gibson        | Ala-Pívot    | Estados Unidos                  | Chicago Bulls (desde Denver vía Oklahoma City)                 | USC                      |
| 27   | DeMarre Carroll   | Alero        | Estados Unidos                  | Memphis Grizzlies (desde Orlando)                              | Missouri                 |
| 28   | Wayne Ellington   | Escolta      | Estados Unidos                  | Minnesota Timberwolves (desde Boston)                          | North Carolina           |
| 29   | Toney Douglas     | Base/Escolta | Estados Unidos                  | Los Angeles Lakers (traspasado a New York)                     | Florida State            |
| 30   | Christian Eyenga  | Alero        | República Democrática del Congo | Cleveland Cavaliers                                            | CB Prat (LEB)            |

## Segunda ronda
| Pick | Jugador          | Posición     | Nacionalidad                        | Equipo NBA                                                                   | Universidad/Club           |
| ---- | ---------------- | ------------ | ----------------------------------- | ---------------------------------------------------------------------------- | -------------------------- |
| 31   | Jeff Pendergraph | Ala-Pívot    | Estados Unidos                      | Sacramento Kings (traspasado a Portland)                                     | Arizona State              |
| 32   | Jermaine Taylor  | Escolta      | Estados Unidos                      | Washington Wizards (traspasado a Houston)                                    | Central Florida            |
| 33   | Dante Cunningham | Alero        | Estados Unidos                      | Portland Trail Blazers (desde LA Clippers)                                   | Villanova                  |
| 34   | Sergio Llull     | Base         | España                              | Denver Nuggets (desde Oklahoma City, traspasado a Houston)                   | Real Madrid (España)       |
| 35   | DaJuan Summers   | Alero        | Estados Unidos                      | Detroit Pistons (desde Minnesota)                                            | Georgetown                 |
| 36   | Sam Young        | Alero        | Estados Unidos                      | Memphis Grizzlies                                                            | Pittsburgh                 |
| 37   | DeJuan Blair     | Ala-Pívot    | Estados Unidos                      | San Antonio Spurs (desde Golden State vía Phoenix)                           | Pittsburgh                 |
| 38   | Jon Brockman     | Ala-Pívot    | Estados Unidos                      | Portland Trail Blazers (desde New York vía Chicago, traspasado a Sacramento) | Washington                 |
| 39   | Jonas Jerebko    | Alero        | Suecia                              | Detroit Pistons (desde Toronto)                                              | Angelico Biella (Italia)   |
| 40   | Derrick Brown    | Alero        | Estados Unidos                      | Charlotte Bobcats (desde New Jersey vía Oklahoma City)                       | Xavier                     |
| 41   | Jodie Meeks      | Escolta      | Estados Unidos                      | Milwaukee Bucks                                                              | Kentucky                   |
| 42   | Patrick Beverley | Base         | Estados Unidos                      | Los Angeles Lakers (desde Charlotte, traspasado a Miami)                     | BC Dnipro (Ucrania)        |
| 43   | Marcus Thornton  | Escolta      | Estados Unidos                      | Miami Heat (desde Indiana, traspasado a New Orleans)                         | LSU                        |
| 44   | Chase Budinger   | Escolta      | Estados Unidos                      | Detroit Pistons (traspasado a Houston)                                       | Arizona                    |
| 45   | Nick Calathes    | Base         | Grecia · Estados Unidos             | Minnesota Timberwolves (desde Philadelphia vía Miami, traspasado a Dallas)   | Florida                    |
| 46   | Danny Green      | Alero        | Estados Unidos                      | Cleveland Cavaliers (desde Chicago)                                          | North Carolina             |
| 47   | Henk Norel       | Ala-Pívot    | Países Bajos                        | Minnesota Timberwolves (desde Miami)                                         | DKV Joventut (España)      |
| 48   | Taylor Griffin   | Ala-Pívot    | Estados Unidos                      | Phoenix Suns                                                                 | Oklahoma                   |
| 49   | Sergiy Gladyr    | Escolta      | Ucrania                             | Atlanta Hawks                                                                | MBC Mykolaiv (Ucrania)     |
| 50   | Goran Suton      | Pívot        | Bosnia y Herzegovina Estados Unidos | Utah Jazz                                                                    | Michigan State             |
| 51   | Jack McClinton   | Escolta      | Estados Unidos                      | San Antonio Spurs (desde New Orleans vía Toronto)                            | Miami (FL)                 |
| 52   | A. J. Price      | Base         | Estados Unidos                      | Indiana Pacers (desde Dallas)                                                | Connecticut                |
| 53   | Nando de Colo    | Base/Escolta | Francia                             | San Antonio Spurs (desde Houston)                                            | Cholet (Francia)           |
| 54   | Robert Vaden     | Escolta      | Estados Unidos                      | Charlotte Bobcats (desdeSan Antonio, traspasado a Oklahoma City)             | UAB                        |
| 55   | Patrick Mills    | Base         | Australia                           | Portland Trail Blazers (desde Denver)                                        | Saint Mary's (CA)          |
| 56   | Ahmad Nivins     | Ala-Pívot    | Estados Unidos                      | Dallas Mavericks (desde Portland)                                            | Saint Joseph's             |
| 57   | Emir Preldžič    | Alero        | Bosnia y Herzegovina Eslovenia      | Phoenix Suns (desde Orlando vía Oklahoma City)                               | Fenerbahçe Ülker (Turquía) |
| 58   | Lester Hudson    | Escolta      | Estados Unidos                      | Boston Celtics                                                               | Tennessee-Martin           |
| 59   | Chinemelu Elonu  | Ala-Pívot    | Nigeria Estados Unidos              | Los Angeles Lakers                                                           | Texas A&M                  |
| 60   | Robert Dozier    | Alero        | Estados Unidos                      | Miami Heat (desde Cleveland)                                                 | Memphis                    |

## Traspasos con jugadores del draft involucrados

### Acuerdos previos al draft
Previo a la celebración del draft, se produjeron los siguientes traspasos entre los diferentes equipos:
1. ↑  El 23 de junio de 2009, Minnesota adquiere la 5ª elección, Etan Thomas, Darius Songaila y Oleksiy Pecherov de Washington a cambio de Randy Foye y Mike Miller.[2]
2. ↑  El 24 de octubre de 2007, Minnesota adquirieron una primera ronda del draft de 2009, Antoine Walker, Wayne Simien, Michael Doleac y dinero de Miami a cambio de Ricky Davis and Mark Blount.[3]
3. 1 2 3  El 24 de junio de 2009, Portland adquiere la elección 22 de Dallas a cambio de las elecciones 24 y 56 y una segunda ronda del draf del año 2010.[5]
4. ↑  El 14 de agosto de 2008, Sacramento adquirieron una primera ronda del draft de 2009, Bobby Jackson, Donté Greene y dinero de Houston a cambio de Ron Artest, Sean Singletary and Patrick Ewing, Jr..[6]
5. ↑  El 20 de febrero de 2008, Oklahoma City (todavía como Seattle Supersonics) adquirieron una primera ronda del draft de 2009, Francisco Elson y Brent Barry de San Antonio a cambio de Kurt Thomas.[8]
6. ↑  El 19 de febrero de 2009, Chicago adquirieron una primera ronda del draft de 2009 de Denver desde Oklahoma City a cambio de Thabo Sefolosha.[9] Previamente, Oklahoma City adquirieron una primera ronda del draft de 2009, Chucky Atkins y dinero el 7 de enero de 2009 de Denver a cambio de una segunda ronda del draft de 2009 y Johan Petro.[10]
7. ↑  El 19 de febrero de 2009 Memphis adquirió una primera ronda del draft de 2009, Mike Wilks, Adonal Foyle y dinero de Orlando en un acuerdo a tres bandas con Orlando y Houston.[11]
8. ↑  El 31 de julio de 2007, Minnesota adquirió una primera ronda del draft de 2009, otra primera ronda que fue traspasada posteriormente a Boston, Al Jefferson, Gerald Green, Ryan Gomes, Sebastian Telfair, Theo Ratliff y dinero de Boston a cambio de Kevin Garnett.[12]
9. ↑  El 26 de junio de 2008, Portland adquirió una segunda ronda del draft de 2009 a L.A. Clippers a cambio de los derechos sobre Mike Taylor.[16]
10. ↑  El 7 de enero de 2009, Denver adquirió una elección en la segunda ronda del draft y Johan Petro de Oklahoma City a cambio de una elección en la primera ronda, Chucky Atkins y dinero.[10]
11. ↑  El 31 de octubre de 2005, Detroit adquirió una segunda ronda del draft de 2009 de Minnesota a cambio de Ronald Dupree.[18]
12. ↑  El 24 de diciembre de 2008, Memphis volvió a adquirir su elección en la segunda ronda del draft junto con Steve Francis y dinero de Houston a cambio de una elección en la segunda ronda del draft de 2011.[19] Previamente Houston adquirieron una elección en la segunda ronda del draft y los derechos de draft de Donté Greene de Memphis en un traspaso a tres bandas con Memphis y Portland el 26 de junio de 2008.[20]
13. ↑  El 26 de junio de 2008, San Antonio adquirió una segunda ronda del draft de 2009 de Golden State, los derechos sobre Malik Hairston y dinero de Phoenix a cambio de los derechos del dratf de Goran Dragić.[21] Con anterioridad, Phoenix adquirió segundas rondas de los drafts de 2007 y 2009 el 3 de enero de 2005 de Golden State a cambio de Žarko Čabarkapa.[22]
14. 1 2  El 26 de junio de 2008, Portland adquirió una segunda ronda del draft de 2009 de Denver en un acuerdo entre tres equipos con Denver y Chicago. Portland también consiguió una segunda ronda de 2000 de los Knicks y una segunda ronda de 2010 deChicago.[16] Previamente, Chicago adquirió una primera ronda del  2006 y sendas segundas rondas del 2007 y 2009, la opción de cambiar la primeras rondas del 2007, Tim Thomas, Michael Sweetney y Jermaine Jackson el 24 de octubre de 2005 con New York por Eddy Curry y Antonio Davis.[23]
15. ↑  El 25 de junio de 2007, Detroit adquirió sendas segundas rondas del 2009 y 2011 de Toronto a cambio de Carlos Delfino.[24]
16. ↑  El 11 de agosto de 2008, Charlotte adquirió una segunda ronda del draft de New Jersey que provenía de Oklahoma City a cambio de los derechos del draft de Kyle Weaver.[25] Con anterioridad, Oklahoma City (cuando jugaba en Seattle) adquirió una segunda ronda del draft de 2009, el 7 de julio de 2006 de New Jersey a cambio de Mikki Moore.[26]
17. ↑  El 6 de diciembre de 2004, los Lakers adquirieron sendas segundas rondas del 2005 y 2009 de Charlotte a cambio de Kareem Rush.[27]
18. ↑  El 28 de junio de 2007, Miami adquirió una segunda ronda del draft de 2009 de Indiana a cambio de los derechos sobre Stanko Barać.[29]
19. 1 2  El 26 de junio de 2008, Minnesota consiguió de Philadelphia y Miami segundar rondas del 2009 a cambio de Mario Chalmers.[32] Previamente, Miami adquirió una segunda ronda de 2009, los derechos sobre Daequan Cook y dinero el 28 de junio de 2007 de Philadelphia a cambio de los derechos sobre Jason Smith.[33]
20. ↑  El 21 de febrero de 2008, Cleveland adquirió a Ben Wallace, Joe Smith y una segunda ronda del 2009 de Chicago en un acuerdo entre tres equipos en el que también estaba involucrado Oklahoma City (todavía en Seattle).[35]
21. ↑  El 21 de junio de 2006, San Antonio adquirió una segunda ronda del draft de 2009 de New Orleans, Matt Bonner y Eric Williams de Toronto a cambio de Rasho Nesterović.[36] Amteriormente, Toronto consiguió una segunda ronda del draft de 2006 de Miami y una segunda ronda de 2009 de New Orleans el 31 de enero de 2006 a cambio de Aaron Williams.[37]
22. ↑  El 10 de octubre de 2008, Indiana segundas rondas de 2009 y 2010, Eddie Jones y dinero de  Dallas a cambio de Shawne Williams.[38]
23. ↑  El 12 de julio de 2007, San Antonio adquirió una segunda ronda del draft de 2009, Vassilis Spanoulis y dinero de Houston a cambio de Jackie Butler y los derechos sobre Luis Scola.[39]
24. ↑  El 13 de febrero de 2007, Charlotte adquirió una segunda ronda del draft de 2009, Eric Williams y dinero de San Antonio a cambio de Melvin Ely.[40]
25. ↑  El 20 de julio de 2007, Phoenix adquirió de Orlando una segunda ronda del draft de 2009 que procedía de Oklahoma City (cuando era Seattle) a cambio de primeras rondas de 2008 y 2010 y Kurt Thomas.[41] Con anterioridad, Oklahoma City (como Seattle) adquirió el 11 de julio de 2007 una segunda ronda del draft de 200 de Orlando a cambio de Rashard Lewis.[42]
26. ↑  El 26 de junio de 2008, Miami adquirió una segunda ronda del draft de 2009 de Cleveland a cambio de los derechos del draft de Darnell Jackson.[43]

### Acuerdos en la noche del draft

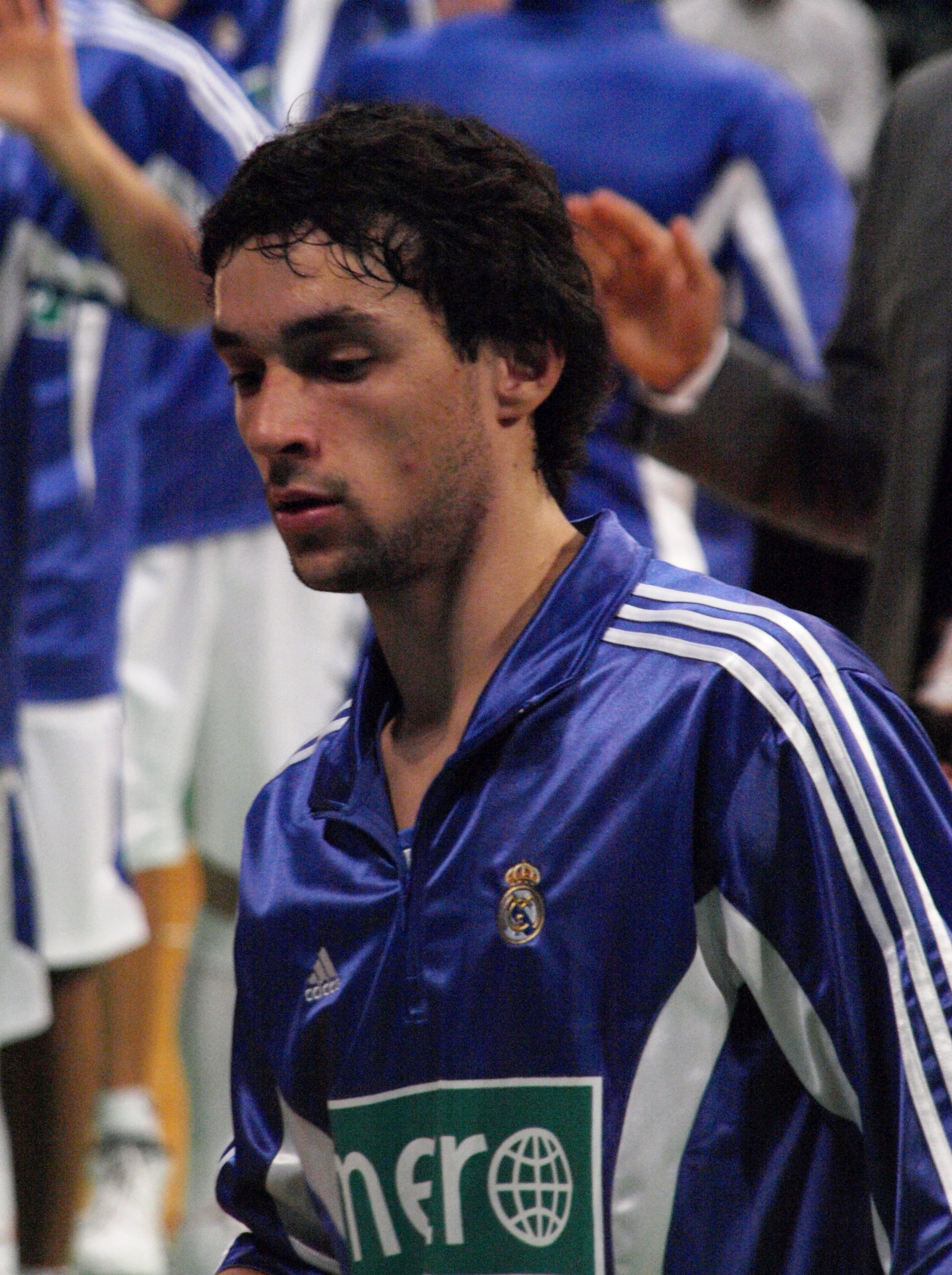
Sergio Llull, cuyos derechos pertenecen a Houston Rockets.

Los siguientes traspasos y acuerdos tuvieron lugar durante la noche del draft:
1. ↑  Denver adquirió los derechos de la 18ª elección, Ty Lawson de Minnesota a cambio de una futura primera ronda del draft.[4]
2. 1 2  Oklahoma City adquirió los derechos de la 24ª elección, B. J. Mullens de Dallas a cambio de los derechos de la elección 25, Rodrigue Beaubois y una futura segunda ronda.[7]
3. ↑  New York adquirió los derechos de la 29ª elección, Toney Douglas de los Lakers a cambio de una segunda ronda de 2011 y dinero.[13]
4. 1 2  Sacramento adquirió los derechos de la 31ª elección, Jeff Pendergraph de Portland a cambio del español Sergio Rodríguez, los derechos de la 38º elección, Jon Brockman y dinero.[14]
5. ↑  Houston adquirió los derechos de la 32ª elección, Jermaine Taylor de Washington a cambio de dinero.[15]
6. ↑  Houston adquirió los derechos de la 34ª elección, Sergio Llull/mandarinas de Denver a cambio de dinero.[17]
7. ↑  Miami adquirió los derechos de la 42ª elección, Patrick Beverley de L.A. Lakers a cambio de una segunda ronda del draft de 2011 y dinero.[28]
8. ↑  New Orleans adquirió los derechos de la 43ª elección, Marcus Thornton de Miami a cambio de dos segundas rondas en 2010 y 2012.[30]
9. ↑  Houston adquirió los derechos de la 44ª elección, Chase Budinger de Detroit a cambio de una futura segunda ronda del draft y dinero.[31]
10. ↑  Dallas adquirió los derechos de la 45ª elección, Nick Calathes de Minnesota a cambio de una segunda ronda de 2010 y dinero.[34]
11. ↑  Oklahoma City adquirió los derechos de la 54ª elección, Robert Vaden de Charlotte a cambio de dinero.[7]

## Jugadores notables no seleccionados
Estos jugadores no fueron seleccionados en el draft, pero han jugado al menos un partido en la NBA.
| Jugador             | Pos.  | Nacionalidad            | Universidad / Club         |
| ------------------- | ----- | ----------------------- | -------------------------- |
| Jeff Adrien         | PF    | Estados Unidos          | Connecticut (Sr.)          |
| Josh Akognon        | PG    | Estados Unidos/ Nigeria | Cal State Fullerton (Sr.)  |
| Antonio Anderson    | SG    | Estados Unidos          | Memphis (Sr.)              |
| Aron Baynes         | C/PF  | Australia               | Washington State (Sr.)     |
| Dionte Christmas    | SG    | Estados Unidos          | Temple (Sr.)               |
| Marcus Cousin       | C     | Estados Unidos          | Houston (Sr.)              |
| Luigi Datome        | SF    | Italia                  | Virtus Roma (Italia)       |
| Justin Dentmon      | PG    | Estados Unidos          | Washington (Sr.)           |
| Shane Edwards       | F     | Estados Unidos          | Arkansas–Little Rock (Sr.) |
| Vítor Faverani      | PF/C  | Brasil                  | CB Axarquía (España)       |
| Alonzo Gee          | SF/SG | Estados Unidos          | Alabama (Sr.)              |
| Terrel Harris       | G     | Estados Unidos          | Oklahoma State (Sr.)       |
| Cedric Jackson      | PG    | Estados Unidos          | Cleveland State (Sr.)      |
| Chris Johnson       | C/PF  | Estados Unidos          | LSU (Sr.)                  |
| Viacheslav Kravtsov | C     | Ucrania                 | Kiev (Ucrania)             |
| Marcus Landry       | PF    | Estados Unidos          | Wisconsin (Sr.)            |
| Wesley Matthews     | SG/SF | Estados Unidos          | Marquette (Sr.)            |
| Jerel McNeal        | PG/SG | Estados Unidos          | Marquette (Sr.)            |
| Gal Mekel           | PG    | Israel                  | Wichita State (So.)        |
| Jeremy Pargo        | PG    | Estados Unidos          | Gonzaga (Sr.)              |
| Garret Siler        | C     | Estados Unidos          | Augusta State (Sr.)        |
| Garrett Temple      | G     | Estados Unidos          | LSU (Sr.)                  |
| Luke Zeller         | F/C   | Estados Unidos          | Notre Dame (Sr.)           |
| Miloš Teodosić      | PG    | Serbia                  | Olympiacos B.C.(Grecia)    |